# Sawzall (programozási nyelv)
A Sawzall (magyarul kb.: mindent vág/elfűrészel) egy interpretált, procedurális, szakterület-specifikus programozási nyelv, amit a Google fejlesztett ki hatalmas adatmennyiségek kezelésére.
A Sawzall felhasználja a Google infrastruktúráját: a Protocol Buffers szerializációs (sorosítási) formátumot, a Google File Systemet, a Workqueue schedulert és az elosztott számítási keretrendszert, a MapReduce-t.

## Sawzall kód
A következő teljes Sawzall program beolvassa az inputot és három eredményt ad vissza: a rekordok számát, az értékek összegét, és az értékek négyzetösszegét.
```
count: table sum of int;
total: table sum of float;
sum_of_squares: table sum of float;
x: float = input;
emit count <- 1;
emit total <- x;
emit sum_of_squares <- x * x;
```

## Fordítás
- Ez a szócikk részben vagy egészben a Sawzall (programming language) című angol Wikipédia-szócikk ezen változatának fordításán alapul.  Az eredeti cikk szerkesztőit annak laptörténete sorolja fel. Ez a jelzés csupán a megfogalmazás eredetét és a szerzői jogokat jelzi, nem szolgál a cikkben szereplő információk forrásmegjelöléseként.